# Dalbergia nigra
Dalbergia nigra, llamada comúnmente jacarandá de Brasil, caviuna o obuina, es un árbol de la familia Fabaceae.
Es endémico de Brasil, desde las selvas del este de Bahia a Río de Janeiro. Está amenazada por pérdida de hábitat, ya que se tala para el uso de su suelo en agricultura.
Por su condición de especie amenazada y clasificada en CITES, su comercio es ilegal.

## Usos
Como en otras clases de palisandro, su madera es muy dura y densa. Es usada en parqué, en mueblería, para instrumentos musicales (fagot) y torneados.

## Taxonomía
Dalbergia nigra fue descrita por (Vell.) Allemão ex Benth. y publicado en Journal of the Linnean Society, Botany 4(Suppl.): 36. 1860.
Sinonimia
- Drepanocarpus microphyllus Wawra
- Miscolobium nigrum Allemao
- Pterocarpus niger Vell.[3]